# Billy Garraty
William „Billy“ Garraty (* 6. Oktober 1878 in Birmingham; † 6. Mai 1931 ebenda) war ein englischer Fußballspieler. Der Stürmer war Torschützenkönig der First Division und gewann mit Aston Villa jeweils einmal die Meisterschaft und den FA Cup.

## Sportlicher Werdegang
Garraty stieß von Aston Shakespeare zu Aston Villa und debütierte dort 1897 in der Football League. Zunächst kam er nur unregelmäßig zum Einsatz und wurde in der Spielzeit 1898/99, als der Klub seinen vierten Meistertitel gewann, nur in zehn Spielen eingesetzt und damit nicht mit einer Meistermedaille ausgezeichnet. Das Bild änderte sich jedoch in der folgenden Spielzeit, als er in 33 Saisonspielen 27 Saisontreffer erzielte und damit einerseits sich zum Torschützenkönig krönte und den Klub zur erfolgreichen Titelverteidigung vor Sheffield United schoss. Zwar war er nicht mehr annähernd so torgefährlich in den folgenden Jahren, dennoch wurde er 1903 für die englische Nationalmannschaft nominiert. Im Rahmen der British Home Championship lief er am 2. März des Jahres beim 2:1-Erfolg gegen Wales auf, dabei erzielten Joe Bache und Vivian Woodward die Tore für die Engländer bei einem Gegentreffer von Mart Watkins. 1905 stand Garraty vor über 100.000 Zuschauern im Crystal Palace National Sports Centre im Endspiel um den FA Cup 1904/05. Die von George Ramsay trainierte Mannschaft gewann durch zwei Tore von Harry Hampton das Finale und damit den Titel durch einen 2:0-Erfolg über Newcastle United.
Nachdem Garraty seinen Stammplatz verloren hatte, wechselte er 1908 kurzzeitig zu Aufsteiger Leicester Fosse, verließ den Klub aber nach dem Abstieg in Richtung West Bromwich Albion in die Second Division. 1910 zog er zum Ligakonkurrenten Lincoln City weiter, mit dem er am Ende der Spielzeit 1910/11 abstieg und wo er später seine aktive Laufbahn beendete.
Garratys Ururenkel Jack Grealish spielte später ebenfalls für Aston Villa und die englische Nationalmannschaft, als Spieler von Manchester City gewann er ebenfalls Meisterschaft, FA Cup sowie zudem die UEFA Champions League.